# Mamma Mia!
Mamma Mia! je muzikál s písněmi skupiny ABBA, který napsala britská dramatička Catherine Johnsonová. Název díla je odvozen od stejnojmenné písně Mamma Mia!, která byla kdysi velkým hitem.
Na přípravě muzikálu se od samého počátku účastnili Björn Ulvaeus a Benny Andersson, členové skupiny ABBA, kteří složili původní hudbu a texty. Anni-Frid Lyngstadová patřila mezi finanční producenty, Agnetha Fältskog projekt podpořila účastí na švédské premiéře.
Přestože byl název muzikálu převzat z písně skupiny ABBA, která v roce 1975 stoupala na žebříčcích hitparád, samotný příběh nemá s osudem kapely nic společného. Děj je situován na fiktivní řecký ostrov a vypráví příběh majitelky taverny Donny, která chystá svatbu pro svou dceru Sofii.
Londýnská premiéra muzikálu se konala v dubnu 1999, do role Donny byla obsazena Siobhán McCarthy. Na Brodway byl muzikál uveden v říjnu 2001 na scéně Winter Garden Theatre, zde si Donnu zahrála Louise Pitre. Brodwayská inscenace získala v roce 2002 pět nominací na cenu Tony, žádnou však nezískala. Muzikál byl inscenován v řadě dalších jazyků. V říjnu 2007 bylo v rámci mezinárodního turné několik představení odehráno i v Praze, Donnu ztvárnila Carolanne Weidle.
Česká verze muzikálu měla premiéru 12. prosince 2014 v pražském Kongresovém centru v režii Antonína Procházky.

## Příběh
Příběh se odehrává na řeckém ostrově Kalokairi, kde Donna vlastní a provozuje hotel pro místní i turisty. Její dcera Sophie, která je zasnoubena s mladíkem jménem Sky, vždy toužila vědět, kdo je jejím otcem, ale Donna o své minulosti nechce mluvit. Sophie objeví matčin starý deník a narazí na zápisky, ve kterých Donna popisuje intimní schůzky s třemi muži. Sophie je přesvědčena, že jeden z těch tří mužů je její otec a pošle každému z nich pozvánku na svou svatbu, aniž by o tom své matce řekla.
Za několik týdnů tito tři muži přijedou: Harry „Head Banger“ Bright, Bill Andersen a Sam Carmichael. Každý z nich má své manýry. Harry je pitomý britský bankéř s unikátním smíchem; Bill je typický Australský cestovatel; Sam je americký architekt, který měl s Donnou milostné pletky, zatímco byl zasnoubený s jinou ženou. Navíc Donna pozvala své dvě staré kamarádky; Tanya - bohatá a třikrát rozvedená, a Rosie - svobodná žena, která se ráda baví. Před dvaceti lety měly tyto tři svou vlastní kapelu "Donna a Dynama".
Sophie si nejdříve myslí, že jejím otcem je Bill, protože jeho teta Sophia zanechala pro rodinu velké množství peněz. (Donna říká, že Sophie byla pojmenována po paní jménem Sophia a že ty peníze na vybudování hostince zdědili). Sophie požádá Billa, aby ji dovedl k oltáři, a on souhlasí. Brzy nato se Harry a Sam dovtípí, o co jde, a oba se obrátí na Sophii. Každý z těch tří mužů si teď myslí, že povede Sophii k oltáři.
Sophie pošle třem mužům vzkaz, že místo nich ji povede k oltáři její matka. Mezitím ona a její nastávající Sky pochybují o svém sňatku, protože mají pocit, že se navzájem neznají tak dobře, jak by měli.
Sam odporuje Donně s možností, že by mohl být Sophiin otec a následuje hořký konflikt: Donna mu řekne, že je ráda, že vychovala Sophii sama bez mužské pomoci, která stejně za nic nestojí. S vyvíjející se scénou je stále zřejmější, že Sam a Donna jsou do sebe pořád zoufale zamilováni, zlostně a proti svým vůlím.
Na svatbě je nakonec všem třem mužům jasné, že Sophiino otcovství je neurčité, ale všichni zúčastnění souhlasí, že je to vlastně úplně jedno, kdo je jejím biologickým otcem: Sophie má ráda všechny tři a ani jednomu nevadí být třetinovým otcem, tedy součástí jejího života.
Sophie a Sky oznámí, že se brát nebudou – aspoň ještě ne teď. Aby veškeré přípravy na svatbu nepřišly vniveč, Donna a Sam překousnou svou hrdost a vezmou se. (Vyjde najevo, že Samovo první manželství ztroskotalo). Rosie a Bill se zatím sblíží. Na druhou stranu vyjde najevo, že Harry, který během představení několikrát zmínil svou druhou polovičku, je v homosexuálním partnerství s Laurencem. Nakonec Sophie a Sky odcházejí z ostrova na společnou cestu kolem světa. (překlad anglické verze wikipedie)

## Písně
první dějství
- předehra
- Honey, Honey
- Money, Money, Money
- Thank You For The Music
- Mamma Mia
- Chiquitita
- Dancing Queen
- Lay All Your Love On Me
- Super Trouper
- Gimme! Gimme! Gimme! (A Man After Midnight)
- The Name Of The Game
- Voulez-Vous

druhé dějství
- úvod druhého dějství
- Under Attack
- One Of Us
- S.O.S.
- Does Your Mother Know
- Knowing Me, Knowing You
- Our Last Summer
- Slipping Through My Fingers
- The Winner Takes It All
- Take a Chance On Me
- I Do, I Do, I Do, I Do, I Do
- I Have A Dream

přídavky
- Mamma Mia
- Dancing Queen
- Waterloo

Donna si v jedné z úvodních scén pobroukává úryvek z písně „Fernando“.